# Massimo Girotti
Massimo Girotti (Mogliano, 18 maggio 1918 – Roma, 6 gennaio 2003) è stato un attore italiano.

## Biografia
Ultimo di tre figli maschi, nato dal farmacista Giuseppe Girotti e da Maria Maraviglia, Massimo Girotti trascorse i primi anni nelle Marche, ma nel 1921 il padre, per permettere al figlio maggiore la frequenza del ginnasio, si trasferì a Roma con la famiglia prendendo casa nel quartiere Trieste. Nelle Marche tuttavia la famiglia Girotti continuò a trascorrere le villeggiature.
Iscritto al liceo Tasso, prestigioso istituto romano, successivamente si trasferì al liceo Giulio Cesare, più vicino alla sua abitazione. Qui ebbe come compagno di scuola il quasi coetaneo Massimo Serato, anche lui destinato alla stessa carriera di attore. L'incontro più importante di questi anni giovanili fu tuttavia quello con Giuseppe De Santis, con il quale cominciò a frequentare un circolo di studenti e intellettuali che discutevano di letteratura, di cinema e di politica.

### Attività sportiva
Studente della facoltà di ingegneria, dotato di un fisico atletico, era campione di nuoto e praticò anche il canottaggio, lo sci, l'ippica e la pallanuoto, sfiorando in questa disciplina, con la S.S. Lazio Nuoto, la Serie A nel 1935 giocando come portiere. Il contatto con l'acqua delle piscine gli provocò un'otite cronica, che fu causa del suo esonero dal servizio militare e dalla chiamata alle armi.

### Gli inizi

Massimo Girotti ne La corona di ferro (1941)

Il suo allenatore di nuoto Fulvio Jacchia, che lavorava come scenografo a Cinecittà, gli consigliò di sottoporsi a un provino per Mario Soldati, che cercava un volto per il suo nuovo film Dora Nelson. Girotti accettò di recarsi a Cinecittà senza immaginare di poter essere scelto ma Soldati, colpito dalla sua prestanza fisica ma anche dalla sua aria semplice e disinvolta, gli assegnò la parte senza nessun provino. Girotti rassicurò i genitori, preoccupati per il suo avvenire, che questa esperienza non avrebbe avuto seguito e che il suo obiettivo era la laurea e il matrimonio con la fidanzata Marcella Amadio, studentessa di statistica.
Dora Nelson uscì sugli schermi a dicembre 1939, ma quello che diede popolarità al giovane attore fu una serie di servizi fotografici apparsi subito dopo sui rotocalchi dell'epoca, che lo paragonavano a Gary Cooper e che sottolineavano la sua perfetta incarnazione nell'ideale di gioventù sana e sportiva, così gradita alla propaganda di regime. Il suo nome divenne familiare non solo tra le lettrici delle riviste, ma anche tra i cineasti in cerca di nuove leve. Per non interferire con gli studi (ma nel frattempo era passato da Ingegneria a Giurisprudenza), nel periodo seguente interpretò solo due piccole parti (senza neppure il nome nei titoli), rispettivamente in Una romantica avventura e Tosca. La realizzazione di Tosca era stata progettata da Jean Renoir, ma con l'entrata in guerra dell'Italia contro la Francia, Renoir dovette abbandonare il suo soggiorno romano e passò la mano al suo assistente Carl Koch. Secondo assistente era Luchino Visconti, che stava a sua volta progettando il suo esordio come regista. La serietà e la professionalità con cui Visconti preparava il suo primo film gli fecero riconsiderare il suo atteggiamento verso il cinema: fu così che Girotti decise di abbandonare gli studi e di affrontare i dubbi della famiglia, che avrebbe preferito una professione "rispettabile" come quella di farmacista, verso cui si erano ormai avviati i due fratelli maggiori Filippo e Franco. Appoggiato da molti amici, ma soprattutto da Visconti, il giovane volle concentrare i propri sforzi su una adeguata preparazione professionale, piuttosto che sulle doti fisiche, e cominciò a prendere lezioni di dizione e recitazione con Teresa Franchini.
La prima grande occasione si presentò con una produzione spettacolare di Alessandro Blasetti che, dopo ben cinque provini, decise di affidare a lui la parte di protagonista ne La corona di ferro (1941), facendolo diventare un'autentica celebrità. Presentato alla IX Mostra del cinema di Venezia, destò poi l'interesse della stampa e grandi entusiasmi nel pubblico delle sale, soprattutto femminile, tanto da insidiare Amedeo Nazzari quale attore più amato.

### Divo del cinema

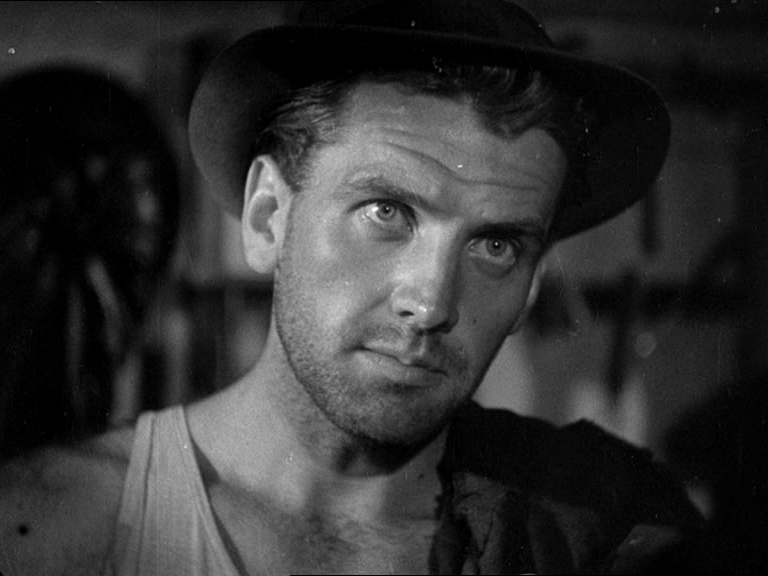
Massimo Girotti in Ossessione (1943)

Altra tappa importante nel successo di Massimo Girotti fu Un pilota ritorna, diretto da Roberto Rossellini ma che il regista, non volendo subire le imposizioni di un prodotto di propaganda di regime, affidò a Goffredo Alessandrini. La pellicola, sulla scia del successo di Luciano Serra pilota interpretata da Amedeo Nazzari, era concepita per un pubblico giovane e diede a Girotti un nuovo scatto di popolarità, ma il film che segnò la vera svolta nella sua carriera di attore fu Ossessione (1943). Luchino Visconti lavorava da tempo al suo esordio come regista: accantonato il progetto di portare sullo schermo il racconto L'amante di Gramigna di Giovanni Verga per l'impossibilità di ottenere il visto di censura, aveva ripiegato su Il postino suona sempre due volte, un romanzo americano inedito in Italia, ma che Jean Renoir gli aveva fatto conoscere nella versione francese.
Sul set di questo film, Girotti incontra nuovamente Giuseppe De Santis, aiuto regista, e si affida alle mani di Visconti che spazza via l'immagine del ragazzo dal fisico atletico e dai buoni sentimenti, per cucirgli addosso il ruolo di Gino Costa, un vagabondo che si trasforma in un assassino perché accecato dalla passione per una donna. Girato tra Ferrara e Ancona, Ossessione segnò un'ulteriore svolta per Massimo Girotti, con l'interpretazione forse più significativa della sua carriera. Il film fu anche l'inizio di un suo forte legame con la città di Ferrara, dove successivamente girò Cronaca di un amore di Michelangelo Antonioni (1950) e L'Agnese va a morire di Giuliano Montaldo (1976). Il suo legame con la città emiliana divenne quindi molto saldo, al punto tale che, dopo la sua scomparsa, il Comune di Ferrara decise di dedicargli una via.
Al termine delle riprese di Ossessione (dicembre 1942), Girotti dovette sottoporsi a una revisione del suo stato di salute, ma riuscì ad evitare la chiamata alle armi e sposò, senza fare alcun tipo di pubblicità, Marcella Amadio dalla quale ebbe in seguito due figli, Arabella (1948) e Alessio (1951).
Dopo i ruoli di giovane spericolato e aitante, emulo degli scanzonati attori americani alla Errol Flynn di cui l'autarchico cinema italiano era orfano, da Ossessione in poi Girotti divenne antieroe tenebroso e tormentato, complici i canoni del neorealismo che richiedevano volti segnati dalla guerra e dalla sofferenza e fisionomie da "uomo della strada". Più di una volta venne contrapposto al più intraprendente e sicuro di sé Amedeo Nazzari, come in Un giorno nella vita e nel successivo Fatalità in ruoli che ne esaltarono le doti drammatiche. Girotti restò nel cuore del pubblico, soprattutto femminile, anche quando interpretò personaggi privi di personalità, talvolta vili (Cronaca di un amore). Un pubblico che gli seppe perdonare la "debolezza" di questi personaggi in virtù del fascino che Girotti diffondeva accanto alle sue partner di turno (Clara Calamai, Luisa Ferida, Silvana Pampanini, Lucia Bosè, Vivi Gioi, Alida Valli, Elisa Cegani, Carla Del Poggio, Elli Parvo, Milly Vitale, Eleonora Rossi Drago, Dina Sassoli, Marina Berti, Maria Michi, Mariella Lotti) e che lo apprezzò anche nel ruolo del marito imbelle che si fa mettere i piedi in testa dall'energica e invadente Anna Magnani in Molti sogni per le strade di Mario Camerini del 1948.
Tra le pellicole girate nel suo periodo di massimo successo non mancano tuttavia film d'autore come Caccia tragica dell'amico Giuseppe De Santis, Gioventù perduta e In nome della legge entrambi diretti da Pietro Germi. Con quest'ultimo film, Massimo Girotti si aggiudicò il Nastro d'argento al migliore attore protagonista nel 1949.

### Il melodramma popolare

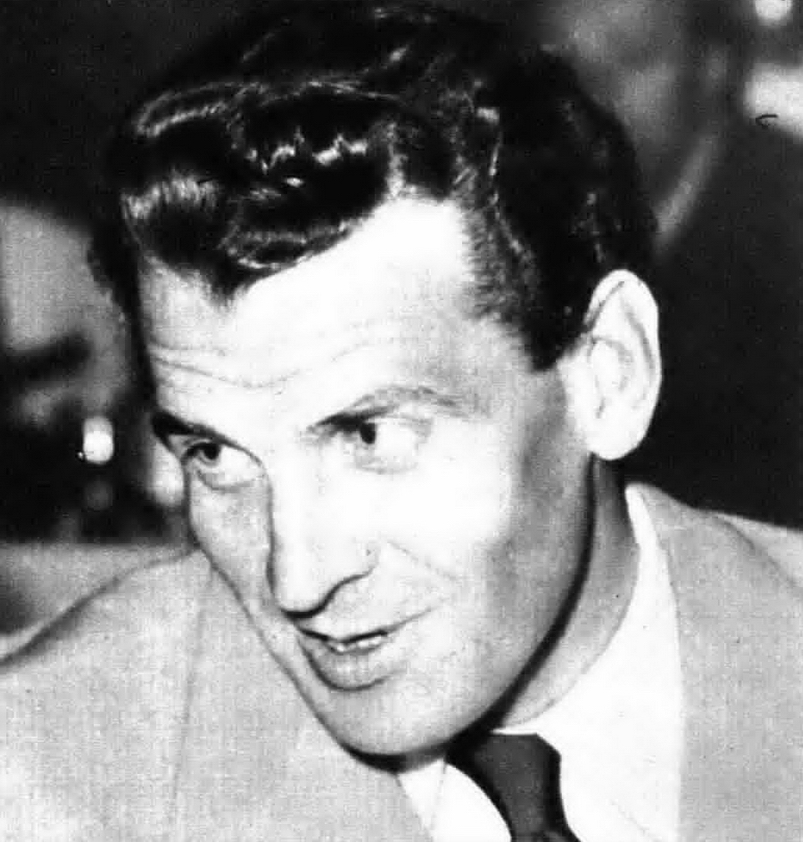
Massimo Girotti nel 1960

La necessità di strappare gli spettatori alla concorrenza del cinema americano costrinse i produttori a svincolare il prodotto cinematografico da canoni artistici o ideologici e a inseguire il pubblico di massa con pellicole il cui campionario di situazioni era semplice e prevedibile: il contrasto fra il bene e il male, l'inganno, lo svelamento e il riscatto finale. Anche Massimo Girotti, nella prima metà degli anni '50, non poté sottrarsi alle richieste dei produttori che, a caccia di nomi "di cassetta", facevano proposte allettanti non soltanto a lui ma anche ad altri come Roldano Lupi, Massimo Serato, Rossano Brazzi, nella speranza di uguagliare il successo del celebre Amedeo Nazzari, campione di incassi nei film del filone strappalacrime.
Lo stesso Raffaello Matarazzo, regista delle più celebri pellicole del genere, lo diresse in Il tenente Giorgio e in Vortice, ma Girotti comparve anche in altri film ascrivibili al filone quali Sul ponte dei sospiri, Persiane chiuse, Clandestino a Trieste, La tua donna, Disperato addio, La trovatella di Pompei, film che tuttavia sortirono una modesta accoglienza di pubblico.
Tra la nascita dei figli e la sua partecipazione a lavori teatrali, la carriera di Massimo Girotti subì allora una sorta di stallo. Il film che ne ravvivò la popolarità fu paradossalmente Spartaco, che ancora una volta sfruttava la fotogenia, 
il coraggio e le capacità atletiche dell'attore, tutte qualità che egli aveva cercato di evitare dopo l'esperienza con Visconti, a favore di una recitazione più matura e consapevole. Spartaco incassò oltre 400 milioni di lire all'epoca tanto che, quando nel 1961 uscì lo Spartacus di Stanley Kubrick, i produttori comprarono il negativo per impedirne una seconda distribuzione.

### Gli anni della maturità
Nella maturità artistica si distinse invece in ruoli di signore elegante e posato, gentile, tuttavia fermo e risoluto. All'interno del grande affresco descritto in Senso da Luchino Visconti, Girotti ebbe la possibilità di incarnare un eroe risorgimentale positivo ed energico, anche se da non protagonista. In sede di montaggio, tuttavia, molte sue scene vennero sacrificate dalla produzione, che non gradiva una durata troppo lunga, e altre scene furono tagliate dalla commissione di censura che si accanì per motivi politici sulla parte storica del film, privilegiando la vicenda privata dei due protagonisti.
A questo film fece seguito il periodo delle coproduzioni all'estero, con un film francese, due spagnoli e un film girato in Argentina, tutte pellicole che in Italia ebbero una distribuzione limitata e lasciarono pochi ricordi nella memoria degli spettatori.

### Il cinema degli ultimi anni

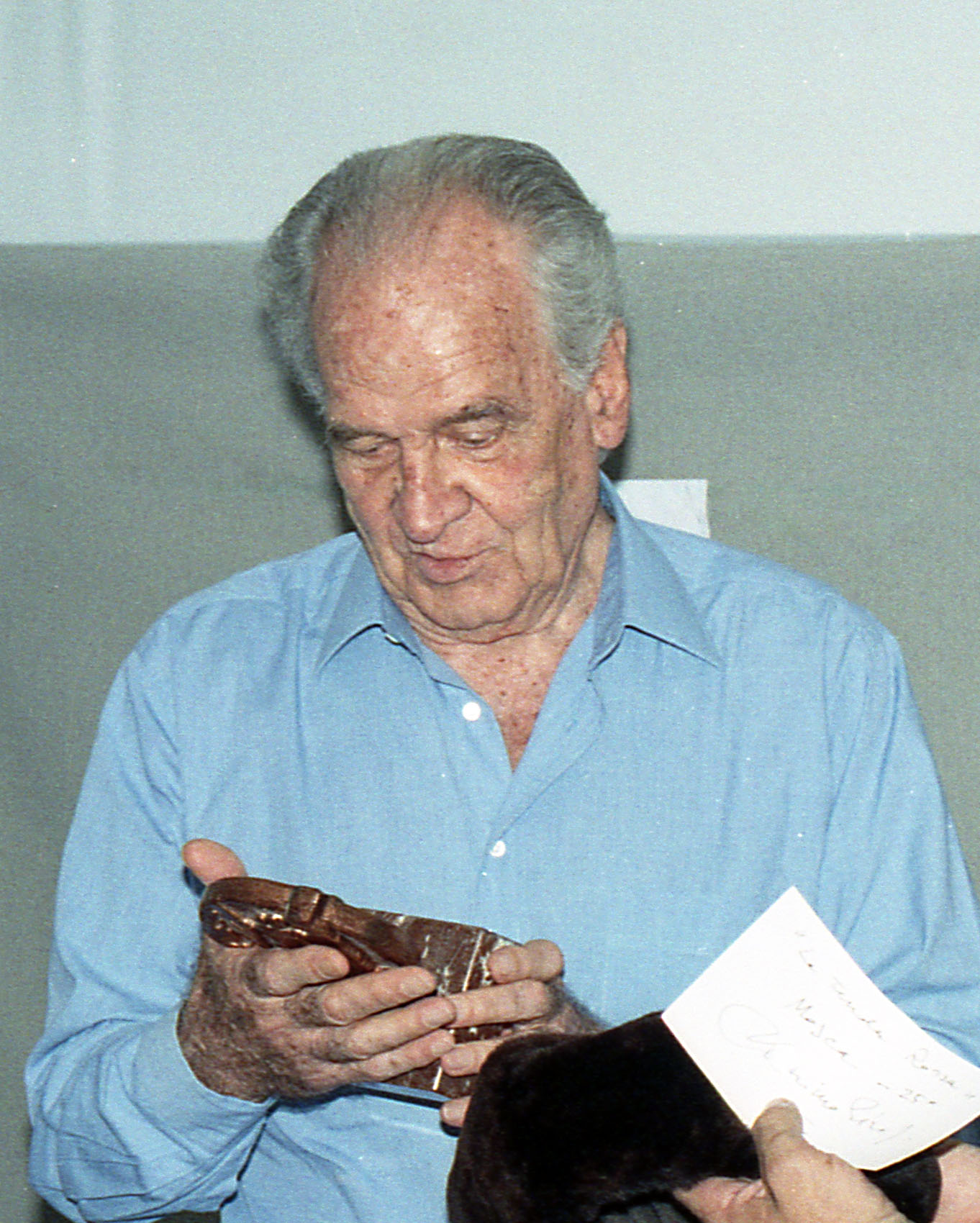
Massimo Girotti premiato al Museo internazionale del cinema e dello spettacolo nel 1998

Tra gli anni sessanta e settanta, impegnato soprattutto in televisione, recitò in film minori interpretando non sempre ruoli di primo piano.
Successivamente, con la sua partecipazione a film d'autore come Scusi, facciamo l'amore?, Teorema, La tenda rossa, Medea, Ultimo tango a Parigi e Il bacio, ritornò a nobilitare la sua carriera. Apparve anche ne Il mostro di Roberto Benigni (1994). Il suo ultimo ruolo prima di morire fu nel film La finestra di fronte di Ferzan Özpetek, per il quale gli venne attribuito postumo il David di Donatello per il miglior attore protagonista.

### Il teatro
Fu molto attivo, soprattutto nel dopoguerra, in teatro dove ritornò con Blasetti; sotto la sua regia recitò assieme ad Anna Proclemer nel 1945 in Il tempo e la famiglia Conway di John Boynton Priestley e ne La foresta pietrificata di Robert E. Sherwood nel 1946. Poi fu Razumihin in Delitto e castigo accanto a Memo Benassi, Paolo Stoppa, Giorgio De Lullo e Franco Zeffirelli e nel 1949 vestì i panni di Aiace in Troilo e Cressida nella celebre messinscena ai Giardini di Boboli. Fece in seguito parte della Compagnia del Teatro Nazionale diretta da Guido Salvini e dove recitò ne Gli straccioni di Annibale Caro (1950) con Vittorio Gassman, Edda Albertini, Vivi Gioi, Gabriele Ferzetti, Cesare Polacco, Vittorio Sanipoli, Franca Tamantini, Arnoldo Foà e Giorgio Albertazzi.
Nel 1951, sotto la regia di Luigi Squarzina, recitò in Detective's Story di Sidney Kingsley, guadagnando grandi apprezzamenti. Poi prese parte a Peer Gynt di Henrik Ibsen diretto da Gassman, quindi con la regia di Orazio Costa interpretò Ippolito di Euripide a Siracusa. Lavorò ancora con il suo mentore Visconti in Contessina Giulia di August Strindberg nel 1957, formando inoltre una compagnia con Lilla Brignone e Carlo Ninchi. Prese anche parte alla rappresentazione de Il giardino dei ciliegi di Anton Čechov con la compagnia del Teatro Stabile della città di Roma diretta da Vito Pandolfi.

### La televisione
Intensa anche la sua attività televisiva con notevoli prove. In particolare sono da segnalare le sue interpretazioni, nel 1956, in Cime tempestose, sceneggiato televisivo Rai diretto da Mario Landi in cui impersonava un tormentatissimo Heathcliff accanto ad Anna Maria Ferrero, che a sua volta era Catherine; nel 1967 fu Fra Cristoforo ne I promessi sposi, uno degli sceneggiati Rai di maggior successo, diretto da Sandro Bolchi. Fu anche ne Il re di Silverio Blasi del 1965 e in Dalla notte all'alba di Cinzia TH Torrini del 1991. Nel 1971 fu tra i protagonisti di un altro sceneggiato della Rai di grande successo, Il segno del comando, di Daniele D'Anza che nel 1963 lo aveva già diretto in Paura per Janet e Abramo Lincoln cronaca di un delitto. La sua nuova immagine, compassata e tranquilla, ne favorì addirittura la presenza nella pubblicità del tè Ati in alcune serie della rubrica pubblicitaria televisiva di Rai1 Carosello: dal 1966 al 1968 con Renée Longarini e dal 1968 al 1972 con Silvia Monelli.

### La politica
Uomo di sinistra, all'indomani della liberazione di Roma fece parte di un gruppo di intellettuali (Pietro Ingrao, Mario Alicata, Maurizio Ferrara, Antonello Trombadori, Giuseppe De Santis, Gianni Puccini ed altri) che in pieno neorealismo si occupò del futuro e della riorganizzazione del cinema italiano. Seppur da posizioni spesso critiche, non mancò mai di firmare gli appelli al voto a favore del P.C.I. in ogni consultazione.

### La morte
Morì improvvisamente al Policlinico Umberto I di Roma il 6 gennaio 2003 all'età di 84 anni, a causa di una crisi cardiaca; il 7 gennaio seguente fu allestita la camera ardente, nel Palazzo Senatorio al Campidoglio, nella sala della Protomoteca, mentre il giorno successivo vennero celebrati i funerali religiosi nella basilica di Santa Maria in Montesanto, conosciuta come la Chiesa degli artisti a piazza del Popolo; dopo la cerimonia funebre, il feretro è stato tumulato nella tomba di famiglia nel cimitero Monumentale del Verano.

### Omaggi
Sono tre i volumi a lui dedicati. Oltre al succitato Il corpo gentile va ricordato l'omaggio francese del 1998 in occasione dei suoi ottant'anni scritto da Michel Azzopardi, Massimo Girotti. Un acteur aux cent visages. Solo nel febbraio 2015 esce la prima monografia a lui dedicata in Italia completa di filmografia, teatrografia e opere televisive, scritta da Roberto Liberatori: Massimo Girotti. Cronaca di un attore edita dal Centro sperimentale di cinematografia e Teke Editori.

## Vita privata
Girotti fu uomo schivo e riservato, al di fuori di ogni clamore mondano. Si sposò negli anni quaranta con Marcella Amadio, da cui ebbe due figli, Arabella (1948) e Alessio (1951), rimanendo vedovo nel 1970. Amava andare in vacanza nell'Isola di Pantelleria. A Giulia Alberico concesse una lunga intervista in cui rivelò alcuni aspetti intimi che non erano mai stati resi noti; dall'intervista sarebbe stato tratto un libro (Il corpo gentile), uscito dopo la morte dell'attore.
Scelse di vivere a Roma che divenne la sua città d'adozione; Girotti risiedeva nel quartiere Trieste.

## Filmografia

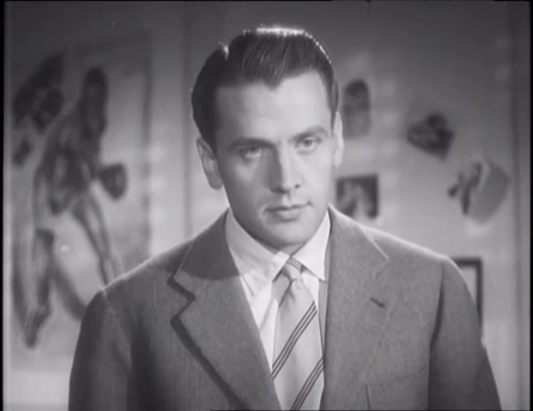
Massimo Girotti in Harlem (1943)

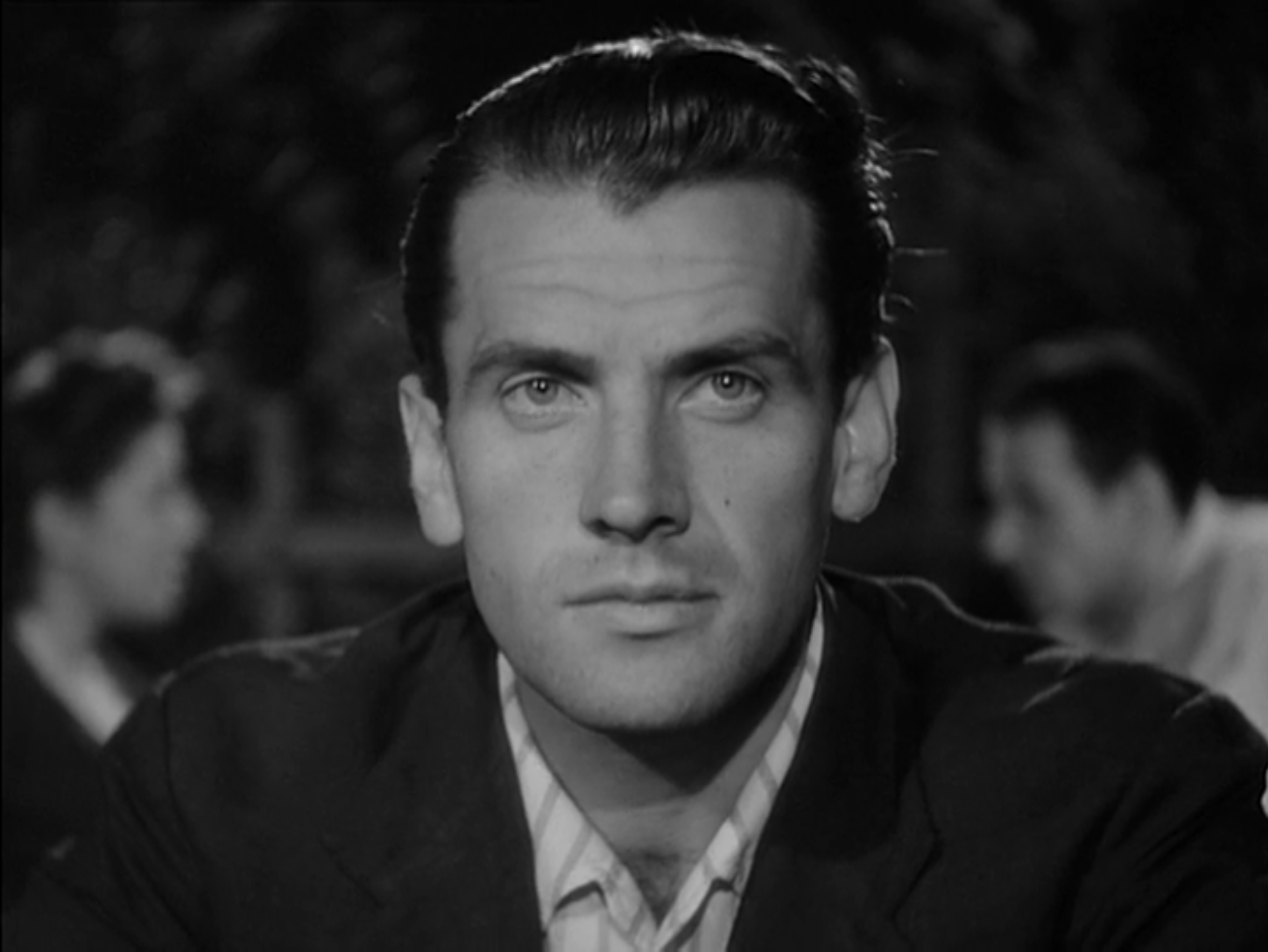
Massimo Girotti in Desiderio (1946)

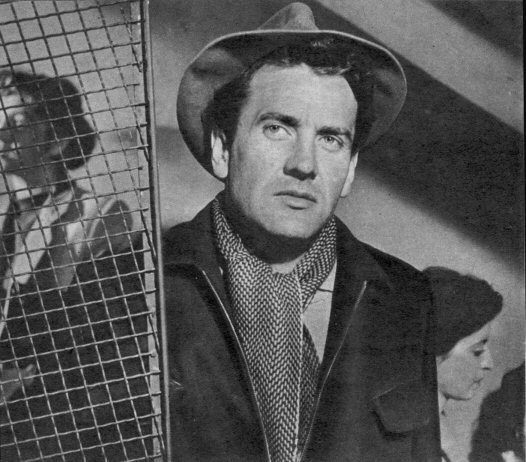
Massimo Girotti in Roma ore 11 (1951)

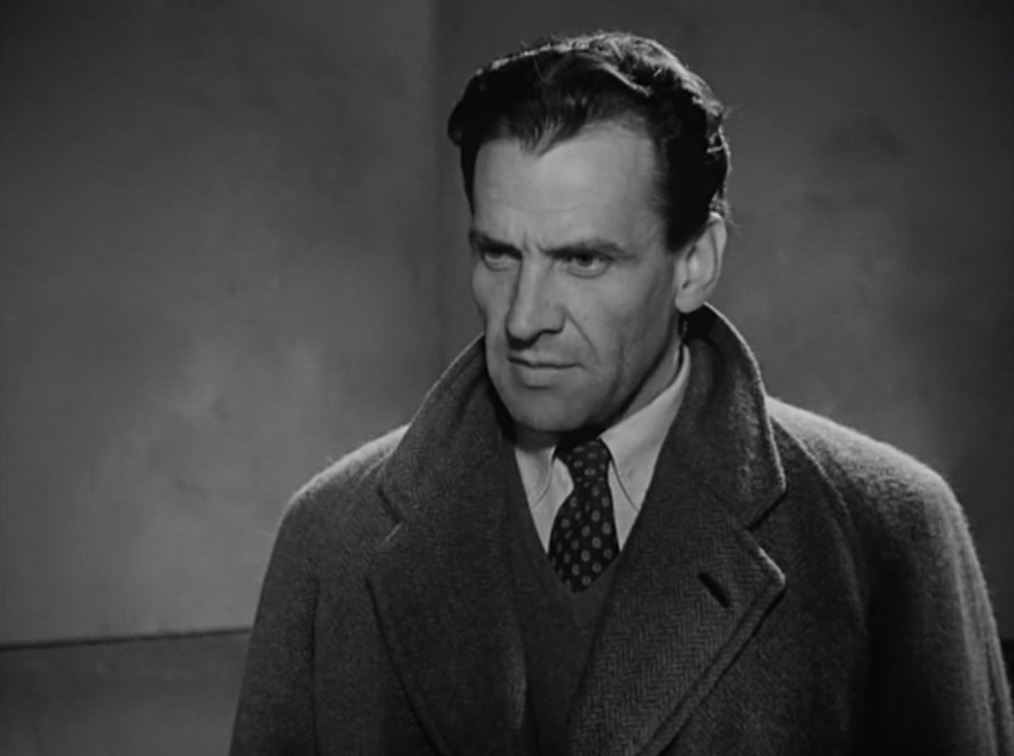
Massimo Girotti in Ai margini della metropoli (1953)

### Cinema
- Dora Nelson, regia di Mario Soldati (1939)
- Una romantica avventura, regia di Mario Camerini (1940)
- Tosca, regia di Jean Renoir e Carl Koch (1941)
- La corona di ferro, regia di Alessandro Blasetti (1941)
- Le due tigri, regia di Giorgio Simonelli (1941)
- I pirati della Malesia, regia di Enrico Guazzoni (1941)
- La famiglia Brambilla in vacanza, regia di Carl Boese (1941)
- Un pilota ritorna, regia di Roberto Rossellini (1942)
- Harlem, regia di Carmine Gallone (1943)
- Ossessione, regia di Luchino Visconti (1943)
- Apparizione, regia di Jean de Limur (1943)
- La porta del cielo, regia di Vittorio De Sica (1944)
- Ricordati di santificare le feste, episodio de I dieci comandamenti, regia di Giorgio Walter Chili (1945)
- La carne e l'anima, regia di Vladimir Striževskij (1945)
- Caccia tragica, regia di Giuseppe De Santis (1946)
- Un giorno nella vita, regia di Alessandro Blasetti (1946)
- Desiderio, regia di Roberto Rossellini, Marcello Pagliero (1946)
- Preludio d'amore, regia di Giovanni Paolucci (1946)
- Fatalità, regia di Giorgio Bianchi (1947)
- Gioventù perduta, regia di Pietro Germi (1947)
- Natale al campo 119, regia di Pietro Francisci (1947)
- Anni difficili, regia di Luigi Zampa (1948)
- Molti sogni per le strade, regia di Mario Camerini (1948)
- Fabiola, regia di Alessandro Blasetti (1949)
- In nome della legge, regia di Pietro Germi (1949)
- Duello senza onore, regia di Camillo Mastrocinque (1949)
- Altura, regia di Mario Sequi (1949)
- Cronaca di un amore, regia di Michelangelo Antonioni (1950)
- Roma ore 11, regia di Giuseppe De Santis (1951)
- Persiane chiuse, regia di Luigi Comencini (1951)
- Clandestino a Trieste, regia di Guido Salvini (1951)
- Naso di cuoio (Nez de cuir), regia di Yves Allégret (1952)
- Il tenente Giorgio, di Raffaello Matarazzo (1952)
- Il segreto delle tre punte, regia di Carlo Ludovico Bragaglia (1952)
- Spartaco, regia di Riccardo Freda (1952)
- Sul ponte dei Sospiri, regia di Antonio Leonviola (1953)
- Un marito per Anna Zaccheo, regia di Giuseppe De Santis (1953)
- Vortice, regia di Raffaello Matarazzo (1953)
- L'amore di una donna, regia di Jean Grémillon (1953)
- Ai margini della metropoli, regia di Carlo Lizzani (1953)
- Senso, regia di Luchino Visconti (1954)
- La tua donna, regia di Giovanni Paolucci (1954)
- Margherita della notte, regia di Claude Autant-Lara (1955)
- Disperato addio, regia di Lionello De Felice (1955)
- I quattro del getto tonante, regia di Fernando Cerchio (1955)
- Souvenir d'Italie, regia di Antonio Pietrangeli (1956)
- Saranno uomini, regia di Silvio Siano (1956)
- Dimentica il mio passato, regia di Primo Zeglio e Eduardo Manzanos (1956)
- La trovatella di Pompei, regia di Giacomo Gentilomo (1957)
- La Venere di Cheronea, regia di Giorgio Rivalta e Viktor Turžanskij (1957)
- La strada lunga un anno, regia di Giuseppe de Santis (1958)
- Erode il grande, regia di Arnaldo Genoino (1959)
- Una notte a Parigi (Asphalte), regia di Hervé Bromberger (1959)
- Giuditta e Oloferne, regia di Fernando Cerchio (1959)
- Ossessione di sangue (La bestia humana), regia di Daniel Tinayre, (1959)
- Le notti dei teddy boys, regia di Leopoldo Savona (1959)
- Lupi nell'abisso, regia di Silvio Amadio (1959)
- La cento chilometri, regia di Giulio Petroni (1959)
- I cosacchi, regia di Giorgio Rivalta e Viktor Turžanskij (1960)
- Cavalcata selvaggia, regia di Piero Pierotti (1960)
- I giganti della Tessaglia (Gli Argonauti), regia di Riccardo Freda (1960)
- Lettere di una novizia, regia di Alberto Lattuada (1960)
- Romolo e Remo, regia di Sergio Corbucci (1961)
- Venere imperiale, regia di Jean Delannoy (1962)
- Il giorno più corto, regia di Sergio Corbucci (1962)
- Oro per i Cesari, regia di André De Toth (1963)
- Mafia alla sbarra, regia di Oreste Palella (1963)
- Idoli controluce, regia di Enzo Battaglia (1965)
- Le meravigliose avventure di Marco Polo (Lo scacchiere di Dio) (La fabuleuse aventure de Marco Polo), regia di Denys de La Patellière e Noël Howard (1965)
- Il misterioso signor Van Eyck, regia di Agustín Navarro (1966)
- La strega bruciata viva, episodio de Le streghe, regia di Luchino Visconti (1967)
- Scusi, facciamo l'amore?, regia di Vittorio Caprioli (1968)
- Teorema, regia di Pier Paolo Pasolini (1968)
- Le sorelle, regia di Roberto Malenotti (1969)
- La tenda rossa, regia di Mikheil Kalatozishvili (1969)
- Medea, regia di Pier Paolo Pasolini (1969)
- Gli orrori del castello di Norimberga, regia di Mario Bava (1972)
- Il mio corpo con rabbia, regia di Roberto Natale (1972)
- Ultimo tango a Parigi, regia di Bernardo Bertolucci (1972)
- Così bello così corrotto così conteso, regia di Sergio Gobbi (1973)
- La coppia, regia di Enzo Siciliano (1973)
- L'ultima chance, regia di Maurizio Lucidi (1973)
- Il bacio, regia di Mario Lanfranchi (1974)
- Mark il poliziotto spara per primo, regia di Stelvio Massi (1975)
- Cagliostro, regia di Daniele Pettinari (1975)
- Morte sospetta di una minorenne, regia di Sergio Martino (1975)
- Mr. Klein, regia di Joseph Losey (1976)
- L'innocente, regia di Luchino Visconti (1976)
- L'Agnese va a morire, regia di Giuliano Montaldo (1976)
- Passione d'amore, regia di Ettore Scola (1981)
- Ars amandi - L'arte di amare regia di Walerian Borowczyk (1983)
- Interno berlinese, regia di Liliana Cavani (1985)
- La Bohème, regia di Luigi Comencini (1988)
- Rebus, regia di Massimo Guglielmi (1989)
- Dall'altra parte del mondo, regia di Arnaldo Catinari (1992)
- L'amore dopo, regia di Attilio Concari (1994)
- Il mostro, regia di Roberto Benigni (1994)
- Un bel dì vedremo, regia di Tonino Valerii (1997)
- Luchino Visconti, regia di Carlo Lizzani – documentario (1999)
- La finestra di fronte, regia di Ferzan Özpetek (2003) - postumo

### Televisione

Luigi Vannucchi e Massimo Girotti in una scena de I promessi sposi (1966)

- Cime tempestose, regia di Mario Landi, 1956.
- Giovanna di Lorena, regia di Mario Ferrero, trasmessa il 16 ottobre 1959.
- Il costruttore Solness, di Henrik Ibsen, regia di Mario Ferrero, trasmessa il 1º aprile 1960.
- La donna del mare di Henrik Ibsen, regia di Mario Landi, trasmesso il 4 dicembre 1961.
- Paura per Janet di Francis Durbridge, regia di Daniele D'Anza, trasmesso in 6 puntate nel dicembre 1963.
- La tua giovinezza, di Denys Amiel, regia di Anton Giulio Majano, trasmesso nel 1965.
- Il re, regia di Silverio Blasi, trasmesso nel 1966.
- La volpe e le camelie, regia di Silverio Blasi, trasmesso nel 1966.
- I promessi sposi, regia di Sandro Bolchi, 1967.
- Abramo Lincoln cronaca di un delitto, regia di Daniele D'Anza, trasmesso il 14 e 21 maggio 1967.
- Jekyll di Robert Louis Stevenson, regia di Giorgio Albertazzi, trasmesso dal 16 febbraio al 9 marzo 1969.
- Il segno del comando regia di Daniele D'Anza, 1971.
- L'Olandese scomparso, regia di Alberto Negrin, 1975.
- L'ultimo aereo per Venezia, regia di Daniele D'Anza, 1977.
- Un reietto delle isole, regia Giorgio Moser, 1980
- Cristoforo Colombo, regia di Alberto Lattuada, miniserie Rai, 1985
- La rivoluzione francese (La révolution française), regia di Robert Enrico e Richard T. Heffron (1989)
- Dalla notte all'alba, regia di Cinzia TH Torrini – film TV (1992)

## Teatro
- Il tempo e la famiglia Conway di John Boynton Priestley, regia di Alessandro Blasetti. Teatro delle Arti di Roma, 10 ottobre 1945.
- La foresta pietrificata di Robert E. Sherwood, regia di Alessandro Blasetti. Teatro delle Arti di Roma, 27 febbraio 1946.
- Troilo e Cressida di William Shakespeare, regia di Luchino Visconti. Firenze, Giardino di Boboli, 21 giugno 1949.
- Peer Gynt di Henrik Ibsen, regia di Vittorio Gassman. Teatro Valle di Roma, 10 gennaio 1951.
- Detective story di Sidney Kingsley, regia di Luigi Squarzina, prima al Teatro Valle di Roma, 30 gennaio 1951.
- Becket e il suo re, di Jean Anouilh, regia di Mario Ferrero, Modena, Teatro Comunale, 19 novembre 1960.

## Prosa radiofonica Rai
- Liliom, di Ferenc Molnár, regia di Anton Giulio Majano, trasmessa il 31 maggio 1954.

## Doppiatori
Massimo Girotti è stato spesso doppiato da altri attori, in particolare da:
- Giulio Panicali in Dora Nelson, Un pilota ritorna, Desiderio, La Venere di Cheronea e I giganti della Tessaglia (Gli Argonauti)
- Gualtiero De Angelis in La corona di ferro (nel ruolo di Arminio), Fabiola, Naso di cuoio, Margherita della notte, I cosacchi
- Emilio Cigoli in Anni difficili, Sul ponte dei sospiri
- Augusto Marcacci in La corona di ferro (nel ruolo di Licinio)
- Nino Pavese in Le due tigri
- Luigi Pavese in Harlem
- Carlo Romano in Natale al campo 119
- Nando Gazzolo in La trovatella di Pompei
- Giuseppe Rinaldi in Erode il grande
- Cesare Barbetti in Le streghe

Nel film Harlem del 1943 Massimo Girotti recita con la sua voce, ma in alcune sequenze della riedizione del 1946 (in cui alcuni dialoghi furono modificati) è doppiato da Luigi Pavese.